# Casey Neistat
Casey Owen Neistat (/ˈkeɪsi ˈnaɪstæt/) (Gales Ferry, Connecticut, 1981. március 25. –) amerikai filmrendező, a Beme társalapító-vezérigazgatója. Testvérével, Vannel készítője és egyik szereplője az HBO Neistat Brothers című sorozatának.

## Ifjúsága
Neistat 1981. március 25-én született Connecticut állam Gales Ferry városában. 15 évesen otthagyta a középiskolát, és soha nem is folytatta, nem érettségizett. 17 éves volt, amikor megszületett fia, Owen, ekkor egy lakókocsi parkban éltek fiával és barátnőjével. New Yorkba költözése előtt mosogatófiú volt egy vendéglőben. 20 évesen költözött New Yorkba, itt biciklis futárként kezdett dolgozni.

## Filmes karrier

### Tom Sachs
2001 közepén Casey és testvére, Van elkezdtek dolgozni Tom Sachs-szal, sorozatot készítettek a művész szobrairól és installációiról. Ezek voltak az első munkák, amiket a testvérek közösen készítettek.

### iPod's Dirty Secret
Casey először 2003-ban lett ismert három perces kisfilmjével, a címe az iPod's Dirty Secret. Ebben kritizálta az Apple céget, az iPod-okkal kapcsolatos politikája miatt. A filmre felfigyelt a média és felhívta a figyelmet az Apple iPoddal kapcsolatos eljárásmódra. A videóklip Casey Neistat és az Apple segélyvonalán dolgozó Ryan között lezajló telefonos beszélgetéssel kezdődik. Casey elmondja, hogy 18 hónap használat után az iPodja akkumulátora nem működik. Ryan elmagyarázza, hogy a munkadíj és a szállítás költsége nagyobb lenne, mint ha egy új készüléket venne. Ezek után testvérével "A Köz Tájékoztatása" címmel kampányt indítanak, hogy informálják a vásárlókat az akkumulátorok élettartamáról. A manhattani iPod hirdetésekre a következő feliratot festették: "Az iPod kicserélhetetlen akkumulátora csak 18 hónapig használható".
A film 2003. szeptember 20-án jelent meg az interneten, és gyorsan terjedt. Olyan lapok vették át, mint a The Washington Post, Rolling Stone Magazine, Fox News, CBS News és a BBC News.
Az Apple 2003. november 14-én hivatalosan bejelentette, megváltoztatja az akkumulátorcsere-programját és november 21-én meghosszabbították az iPodokra vállalt garanciát. A Washington Post helytelenül úgy publikálta, hogy mindkét esemény az azutáni napon történt, hogy a videó megjelent. A Fox News szerint a videó megjelenése és a bejelentések között két hét telt el, Neil Cavuto pedig "Dávid és Góliát sztorit" emlegetett. Az Apple szóvivője, Natalie Sequeira szerint semmi kapcsolat sincs a film és a megváltozott politika között, a változtatások előkészületeit már hónapokkal azelőtt megkezdték, hogy a videó megjelent volna.

### Science Experiments
2004-ben Casey és bátyja sorozatot készítettek "Science Experiments" címen. A 15 perces részekben több rövid tudományos kísérletet mutatnak be. A sorozatot bemutatták São Paulo-ban a 26. São Paulo Biennial-én. A sorozat népszerű volt, átvette a Creative Time 59th Minute programja, a Panasonic Times Square kijelzőjén minden 59. percben bemutatott egy kísérletet a Neistat testvérektől.

### The Neistat Brothers
2008 júliusában az HBO közel 2 millió dollárért vette meg a Neistat testvérek nyolc részes, magukról szóló TV-sorozatát. A sorozat producerei Casey Neistat, Van Neistat, Mason Daugherty és Tom Scott voltak. A független, Christine Vachon külső producerként vett részt. A show autobiografikus, első személyben mesélt. A nyolc rész a testvérek életéről szóló kisfilmekből áll össze. A premier 2010. június 4-én volt az HBO-n.
Megosztotta a kritikusokat és a nézőket is a sorozat, egyesek szerint szerethető, míg mások szerint irritálóan hipszteres és túlzó volt.

## YouTube
Casey 2010. február 17-én töltötte fel első YouTube videóját, ami arról szól, mikor szabad a metrón meghúzni a vészféket. Kritizálja az MTA-t, amiért azok nem tették egyértelművé, mikor kell a vészféket meghúzni.
2010. február 23-án egy hat perces filmet töltött fel a Vimeo-ra az internetes Chatroulette-ről. Elmagyarázza a Chatroulette oldal lényegét, működését, hogyan használják az emberek. A videó kísérletekkel van tűzdelve, a megállapítások animációk segítségével előadva. Az egyik kísérlet szerint az emberek sokkal inkább beszélgetnek nőkkel. Mivel őt a felhasználók 95%-a klikkelte tovább, Casey bevonta barátnőjét Genevieve-t is, akit már csak az emberek 5%-a.
2011. június 7-én Casey kritizálta a New York-i rendőrséget, amiért azok büntették a bicikliseket, ha azok a kijelölt sávon kívül haladtak. A "Bike Lanes" videójában egy rendőr 50 dollárra büntette meg amiért nem a biciklis sávban tekert. Casey ezután elkezdett videókat forgatni arról ahogyan a biciklis sávban haladva komikusan az ott lévő akadályoknak ütközik, alátámasztva az érvét, hogy a biciklis sáv nem mindig a legbiztonságosabb közlekedésre vagy teljesen használhatatlan. Ezek után a New York Magazine Caseyt a "Bicajos Sáv Igazságtevője" címmel illette, és a film a legtöbb médiában megjelent. Ráadásul a Time 2011-es kreatív videó válogatásában 10-ből a 8. helyre került a "Bike Lanes".
2014-ben a New Media Rockstars Top 100 Channels Caseyt a 82. helyen említi. Ekkor kezdte használni a Snapchat alkalmazást, ahol élete pillanatait tette közzé. Története nem volt ezeknek a bejegyzéseknek, csak hogy épp aznap mit csinált, akár a YouTube videóinak.

### Napi vlogok
Casey 2015. március 24-én kezdett napi vlogokat közzétenni. A 2015. május 15-ei vlogjában beszélt arról, hogy a vlogjait nem folyóiratnak, hanem inkább fórumnak tartja. 2016. január 19-én jelent meg a háromszázadik vlogja. A mindennapos vlogolás eredményeként, inkább tartózkodik a hosszú videóktól. Casey gyakran szerepel az elektromos gördeszkáival a napi vlogjaiban vagy más YouTube-os videójában.
2016. január 23-án a New York város közlekedését megbénító hóvihar alatt készült az a videó, ami később hatalmas nézettséget és figyelmet kapott. A majd 3 perces videóban Casey, testvére Dean, Oscar Boyson és Jesse Wellens szerepelnek amint a város hóval borított utcáin egy terepjáró után húzva síelnek és snowboardoznak. A Times Square-en is elhaladnak, ahol megállítja őket egy rendőr, de utána továbbengedi. A videó 24 óra alatt 6.5 milliós nézettséget ért el.
2016. szeptember 8-án Casey megnyerte a GQ Magazin "New Media Star" az év embere díjat.
2016. szeptember 19-én jelent meg egy vlogja "The $21,000 first class airplane seat" címmel, amiben bemutatja az Emirates társaság első osztályú szolgáltatásait, mint az érintőképernyős monitor, saját italválaszték és tusolás az utasoknak. A videót gyorsan felkapta a média, jelenleg ez a legnézettebb videója, és 2016. december 26-án 28.5 millió megtekintésnél tart.
2016. november 10-ig 710 videót, vlogot, kisfilmet töltött fel YouTube csatornájára. A videói tartalma változó, de nagy részük önmagáról, az életéről szólnak. 2015. augusztus 22-én Casey elérte az 1 millió feliratkozót. Egy év múlva már a 4 milliót is átlépte, 2016 októberére már az 5 milliót is elérte a feliratkozóinak száma.
2016. november 19-én bejelentette, hogy ideiglenesen befejezi a vlogolást, hogy jobban tudjon figyelni a kisfilmekre. Tervei szerint ezeket fogja majd feltölteni a napi vlogok helyett.

## Beme
2015. július 8-án Casey a napi vlogjában jelentette be, hogy Matt Hackett-el dolgozik együtt egy videómegosztó alkalmazáson, amit Beme-nek neveztek el. Alternatívának szánták a hagyományos közösségi médiával szemben, ahol nagymértékben módosított tartalmakkal lehet találkozni. Az alkalmazás segítségével a felhasználó minimum 4 másodperces videókat tehet közzé, nincs lehetőség módosításra, amint elkészült a videó azonnal közzéteszi a program. A felhasználó feliratkozói megnézhetik ezeket a videókat és reakció fotókat küldhetnek magukról.
Az első verzió 2015. július 17-én jelent meg. A kiadást követően a BuzzFeed minimalistának nevezte a kivitelezést és megtévesztően egyszerűnek és határozottan ijesztőnek nevezte a Beme-et. A The New York Times szerint a Beme felhasználó élménye, hogy amíg valaki megéli a pillanatot addig a telefon a felhasználó mellkasán felvételt készít. Kilenc nappal a kiadás után a Beme felhasználók 1.1 millió videót osztottak meg és 2.4 millió reakciót küldtek.
2016. november 28-án a CNN bejelentette, hogy megveszi a Beme-et, 25,000,000 dollárért (54,55), és 2016. november 29-én Matt Hackett, a Beme társalapítója értesítette a felhasználókat, hogy 2017. január 31-én le fog állni a program.

## Reklámok
Casey karrierjéhez szervesen hozzátartoznak a TV reklámok. Dolgozott már olyan ügyfelekkel, mint a Samsung, Nike, Google, Finn Jewelry, J. Crew, és a Mercedes-Benz.

### Make It Count
"Make It Count" egy Casey Neistat által rendezett és eljátszott videó, ami a Nike-nak készült. A videó elején felgördülő szövegben olvashatjuk: A Nike megkért, hogy csináljak egy filmet arról mit jelent a #makeitcount. A film leforgatása helyett elköltöttem a teljes költségvetést, hogy barátommal, Maxel utazgassunk a föld körül. Addig mentünk, míg el nem fogyott a pénz. Tíz napig tartott.
Utána a videó valóban Casey és társa Max Joseph a repülőtérre érkeznek. Az utazásuk minden állomásáról rövid bejátszásokat láthatunk inspiráló idézetekkel vegyítve, a film végén Casey visszatér New York-i irodájába, ahol az utazás kezdődött. 2012. április 8-án a Nike feltette a videót a hivatalos YouTube csatornájára "Make It Count" címmel. Másnap Casey is feltöltötte sajátjára. Casey feltöltése gyorsan híres lett, az első három nap alatt fél milliós nézettséget ért el.
A Mashable Zoe Fox szerint ez volt a legjobb márka sztori valaha. Több jelentős médiában is hivatkoztak a filmre: CNNGo, Fast Company és a Code Nast Traveler.

## Beszédek
Casey sok felkérést kap beszédek megtartására filmkészítés és élettapasztalatok témában.
2010. október 10-én a Dél-Karolinai Művészeti és Oktatási Egyesület Őszi Konferenciáján tartott beszédet. Ő volt az esemény "különleges média szereplője".
2011. február 3-án New Yorkban adott elő a Celeste Bartos Színház Modern Művészetek Múzeumában. Az előadás leírása ez volt:
Casey Neistat elmeséli és megmutatja, hogyan tanult meg mindent a tervezésről és a filmkészítésről, mióta otthagyta a középiskolát. Az eszközei egyszerűek; egy kamera, egy filctoll, papír és olló és bármi ami körülveszi, bármi amit beépíthet történeteibe, mint a földalatti vészféke vagy a Facebook adatvédelmi beállításai.
A belépők 10-30 dollárba kerültek, és mind elfogyott. Az előadás végén a kérdezőket felhívta a színpadra, hogy válasszanak maguknak egy nagy dobozból ajándékot, volt benne iPad, hamis Rolex és láda sör is.
A Nantucket Project is felkérte, itt 2011. október 2-án mondott beszédet. Az esemény célja, hogy összehozzon olyan gondolkodókat, újítókat, előadókat az USA egy különleges helyére. Casey 20 perces beszédét olyan emberek vezették fel, mint a politikus Rahm Emanuel, az amerikai üzletember Eddie Lampert, a volt kincstári államtitkár Lawrence Summers, a Google végrehajtó igazgatója Eric Schmidt vagy a színházi rendező Julie Taymor. A beszéde összefoglalva: mókás elmagyarázása annak, hogyan választ témát és eszközt és azok hogyan adnak reményt minden potenciális filmkészítőnek, bármilyen szinten is legyen.
Beszélt a TEDx konferenciáján is a chicagoi Parker Iskolában 2012. március 24-én. Az esemény témája – Nyitott szemmel tapasztalás – volt.

## Magánélet
Casey-nek 17 éves korában született fia, Owen, akkori barátnőjétől Robin Williamstől. Első házassága Candice Poolal volt; 2005-ben a texasi Houstonból szöktek meg és házasodtak össze. 2013. február 18-án ismét eljegyezte Candice Poolt. Majd 2013. december 29-én házasodtak össze Dél-Afrikában, Fokvárosban. Közös lányuk Francine. Louise Neistat (született – Lousie Celice Grossman), Casey nagymamája, tap táncos volt a Radio City Music Hall rockett táncosa a második világháború alatt. 2004-ben készített róla egy videót, ami szerint ő csinálta a világ legjobb francia tósztját, fiának Owennek ajánlva. 2011. október 31-én tett közzé egy 4 perces nagymamáról készült videót. A videó elején megkérdezi, hány évig fogja még csinálni az éves tap tánc showt, majd különböző újságkivágásokat mutat be az életéből, majd a legújabb show fotóját láthatjuk. A tánc showk bevétele mindig a rákkutatással kapcsolatos szervezeteknek ajándékozta. A videót a YouTube megosztotta hivatalos Twitter oldalán. Ezután több médiumban is megjelent, mint például a Huffington Post. Huszonkét nappal a videó megjelenése után, Louise 92 éves korában elhunyt; Casey írta a gyászjelentését és a méltató beszédet.

## Filmográfia

### Film
| Év   | Film                         | Résztvevő mint | Résztvevő mint | Résztvevő mint | Résztvevő mint | Résztvevő mint | Megjegyzés |
| Év   | Film                         | Rendező        | Producer       | Író            | Színész        | Szerep         | Megjegyzés |
| ---- | ---------------------------- | -------------- | -------------- | -------------- | -------------- | -------------- | ---------- |
| 2008 | The Pleasure of Being Robbed | Nem            | Végrehajtó     | Nem            | Nem            |                | [ 67 ]     |
| 2009 | Daddy Longlegs               | Nem            | Igen           | Nem            | Nem            |                |            |
| 2011 | 3x3                          | Igen           | Nem            | Nem            | Nem            |                |            |
| 2016 | Idegpálya                    | Nem            | Nem            | Nem            | Yes            | Önmaga         | [ 68 ]     |

### Televízió
| Év   | Film                 | Résztvevő mint | Résztvevő mint | Résztvevő mint | Résztvevő mint | Résztvevő mint | Megjegyzés |
| Év   | Film                 | Rendező        | Producer       | Író            | Színész        | Szerep         | Megjegyzés |
| ---- | -------------------- | -------------- | -------------- | -------------- | -------------- | -------------- | ---------- |
| 2010 | The Neistat Brothers | Igen           | Igen           | Igen           | Igen           |                | [ 15 ]     |
| 2011 | Alter Egos           | Nem            | Nem            | Igen           | Nem            |                | 1 rész     |

## Díj jelölések
| Év   | Díj                       | Kategória                | Eredmény | Megjegyzés    |
| ---- | ------------------------- | ------------------------ | -------- | ------------- |
| 2010 | Independent Spirit Awards | John Cassavetes Award    | Nyerte   | Tom Scott-tal |
| 2016 | Shorty Awards             | YouTuber of the Year     | Nyerte   | [ 69 ]        |
| 2016 | GQ Men of the Year        | New Media Star           | Nyerte   | [ 70 ]        |
| 2016 | Streamy Awards            | Entertainer of the Year  | Jelölt   |               |
| 2016 | Streamy Awards            | Best First-Person Series | Nyerte   |               |
| 2016 | Streamy Awards            | Best Editing             | Nyerte   |               |